# Edward Sels
Edward Sels (* Vorselaar, 27 de agosto de 1941). Foi um ciclista belga, profissional entre 1963 e 1972, cujos maiores sucessos desportivos conseguiu-os na três Grandes Voltas ao obter 7 vitórias de etapa no Tour de France, 2 vitórias de etapa na Volta a Espanha e 1 vitória de etapa no Giro d'Italia.

## Palmarés
| 1963 - Saint-Lenaerts - Machelen - Antoing - Hoogstraten 1964 - Campeonato da Bélgica de Ciclismo em Estrada - Campeão da Bélgica de contrarrelógio por clubes - 4 etapas no Tour de France - 1 etapa na Volta a Espanha - 1 etapa na Paris-Nice - 1 etapaen o Tour de Luxemburgo - 1 etapa ena a Paris-Luxemburgo - Heusden - Woluwe - Dendermonde - Auvelais - Herentals - Waregem - Borgosesia - Opwijk - Braine-lhe-Comte - Oostrozebeke 1965 - Paris-Bruxelas - 1 etapa no Tour de France - 1 etapa no Giro di Sardegna - Saint-Claud - Mol - Vorselaar - Hechtel - Zwevegem - Pulle - Issoire - Ath - Londerzeel - Eeklo - Lokeren - Heultje - Lebbeke - 3º no Super Prestige Pernod International | 1966 - Tour de Flandres - Schaal Sels - G. P. da Banca - 2 etapas no Tour de France - Laarne - Stabroek - Mol - Woluwe - Alost - Rumbeke - Herentals - Libramont 1967 - Campeão da Bélgica de contrarrelógio por clubes - Tour de Limburgo - Circuito da Fronteira - Flecha Anversoise - G. P. Gippingen - 4 etapas na Volta a Andaluzia - 1 etapa nos Quatro Dias de Dunquerque - 2 etapas no G. P. Sur - Stekene - Breendonk - Tessenderlo - GP Kanton Aargau - Heultje - Kalmthout - Essen - Hensies 1968 - Scheldeprijs Vlaanderen - Schaal Sels - 1 etapa no Giro d'Italia - 1 etapa nos Quatro Dias de Dunquerque - Herne - Honselerdijk - St-Katelijne-Waver - St-Niklaas - Auvelais 1969 - 1 etapa na Volta a Espanha - Vorselaar 1970 - Knokke |

## Resultados em Grandes Voltas
|                 | 1964 | 1965 | 1966 | 1967 | 1968 | 1969 | 1970 |
| --------------- | ---- | ---- | ---- | ---- | ---- | ---- | ---- |
| Tour de France  | 33º  | AB   | 38º  | -    | AB   | -    | AB   |
| Giro d'Italia   | -    | -    | -    | -    | AB   | -    | -    |
| Volta a Espanha | AB   | -    | -    | -    | -    | 54º  | -    |